# Rosenkranz-Sonaten

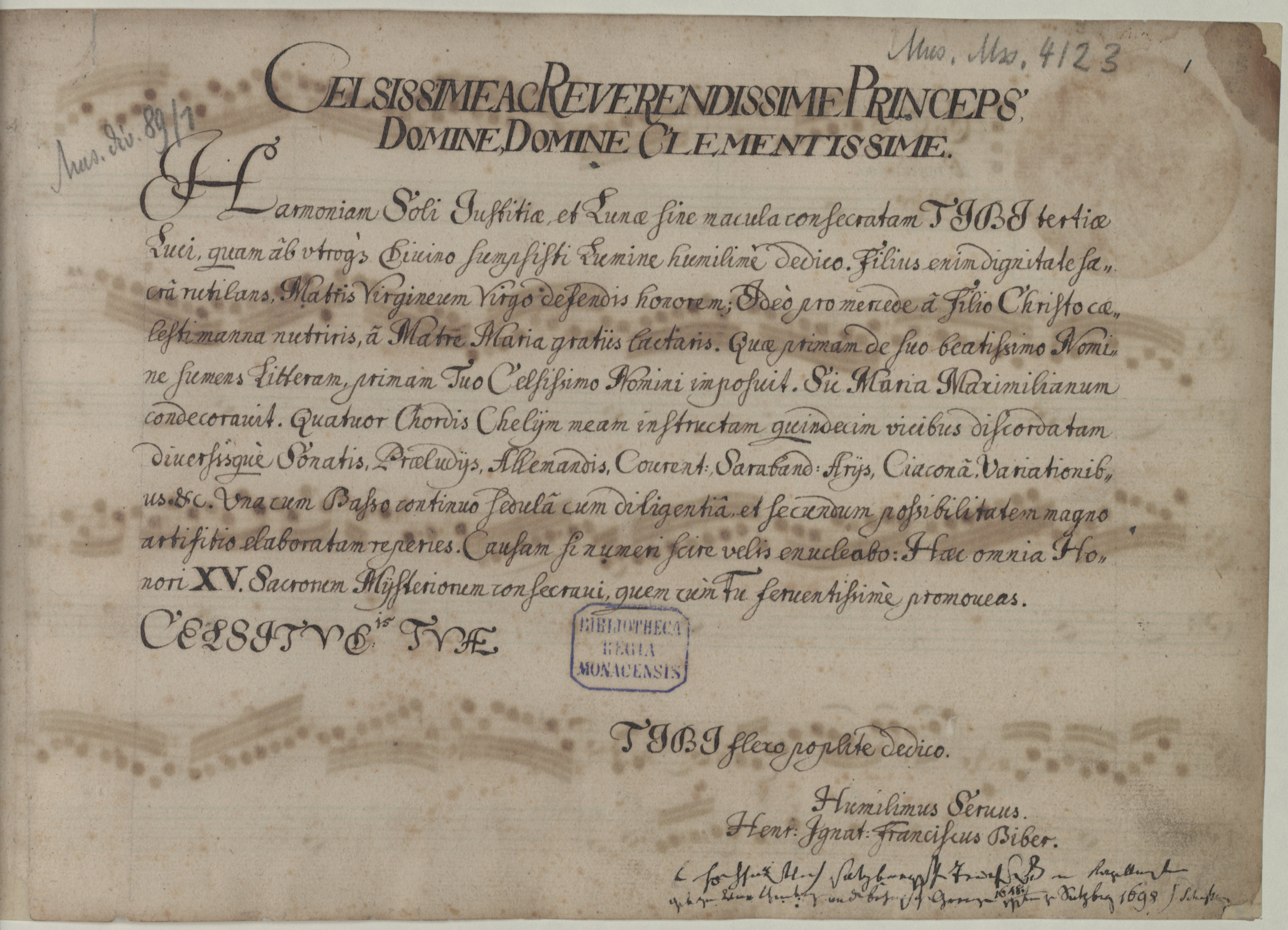
Manuskript der Rosenkranz-Sonaten von Heinrich Ignaz Franz Biber: Widmung an Erzbischof Max Gandolf von Kuenburg.

Die Rosenkranz-Sonaten oder Mysterien-Sonaten von Heinrich Ignaz Franz Biber sind eine Sammlung von 15 Sonaten für Violine und Basso continuo sowie einer Passacaglia für Solovioline. Im Biber-Werkverzeichnis von Eric Chafe haben sie die Nummern C 90 bis C 105. Nachdem sie über Jahrhunderte in Vergessenheit geraten waren, zählen sie heute zu Bibers bekanntesten Werken und den bedeutendsten Violinkompositionen des Barock.

## Überlieferung und Rezeption
Die Rosenkranz-Sonaten sind in einem einzigen undatierten kalligraphierten Manuskript überliefert; ob es sich dabei um Bibers Autograph handelt, ist umstritten, wird aber von der heutigen Forschung mehrheitlich abgelehnt. Ein Titelblatt ist nicht vorhanden, aus der Widmung an den Salzburger Erzbischof Max Gandolf von Kuenburg folgt, dass die Sonaten vor dessen Tod 1687 entstanden sind. Die Sonaten sind der Ehre der Heiligen Mysterien (Honori Sacrorum Mysteriorum) geweiht, also den Geheimnissen des Rosenkranzes, daher die heute üblichen Bezeichnungen. Die einzelnen Sonaten sind nicht namentlich bezeichnet, vielmehr ist jeder Sonate ein Medaillon mit einem Kupferstich vorangestellt, der das jeweilige Rosenkranzgeheimnis illustriert. Im Jahr 2008 konnte die Herkunft der Kupferstiche aus einem Flugblatt der Salzburger Rosenkranzbruderschaft von 1678 festgestellt werden. Obwohl sich daraus nicht notwendigerweise eine Entstehung der Rosenkranzsonaten nach 1678 ergibt, gilt eine Entstehung um 1678 als wahrscheinlich.
Die Sonaten wurden zu Bibers Lebzeiten nie veröffentlicht und gerieten danach für Jahrhunderte in Vergessenheit. Im 19. Jahrhundert gelangte das Manuskript in den Besitz von Karl Emil von Schafhäutl und 1890 aus seinem Nachlass in die Münchner Hofbibliothek, die heutige Bayerische Staatsbibliothek, wo es bis heute unter der Signatur BSB Mus.ms. 4123 aufbewahrt wird. Eine handschriftliche Notiz Schafhäutls auf dem Widmungsblatt lautet: „hochfürstlich salzburgischer Truchseß u Kapellmeister geb zu Warthenberg an der böhmischen Grenze 1648 gest zu Salzburg 1698 Schafhäutl“ (die richtigen Lebensdaten sind 1644–1704).
Die erste Veröffentlichung erfolgte 1905 durch Erwin Luntz als Band 25 der Reihe Denkmäler der Tonkunst in Österreich. Luntz hatte keine besonders hohe Meinung von den Sonaten, er schreibt in der Einleitung: „Wenn nun abermals ähnliche Werke dieses Meisters zur Veröffentlichung gelangen, so findet dies seine Begründung nicht so sehr in dem musikalischen Werte derselben, als vielmehr in dem historischen Interesse […] möglicherweise hat man in ihnen jene Sonaten zu erblicken, die Biber als minder gelungen gar nicht zum Drucke gelangen ließ.“
Die Wiener Erstaufführung der „Elf Mysterien für Violine und Klavier nach Kupferstichen biblischer Historien“ fand am 2. April 1917 im Kleinen Musikvereinssaal durch Robert Reitz (Violine) und Felix Rosenthal (Klavier) statt. Reitz veröffentlichte 1923 in der Universal-Edition eine Bearbeitung der 15 Sonaten (ohne die Passacaglia) für Violine und Klavier.
Im 20. Jahrhundert fanden die Werke vorerst bescheidenes Interesse. Zu den frühesten Schallplattenaufnahmen zählen die von Susanne Lautenbacher und die von Sonya Monosoff, beide aus dem Jahr 1962. Mit dem Aufkommen der Historischen Aufführungspraxis kam es zu einer verstärkten Beschäftigung mit diesem Werk, die sich in den Jubiläumsjahren 1994 zu Bibers 350. Geburtstag und vor allem 2004 zu seinem 300. Todestag intensivierte. Seither sind mehrere Neuausgaben und Faksimiles erschienen; von Künstlern wie Eduard Melkus, Andrew Manze, Rachel Podger, Reinhard Goebel, Riccardo Minasi, Rüdiger Lotter, Meret Lüthi und vielen anderen wurden Aufnahmen veröffentlicht. In der Musikwissenschaft wird das Werk intensiv diskutiert, wobei sich viele Fragen wegen der dürftigen Quellenlage kaum abschließend beantworten lassen.

## Zur Musik

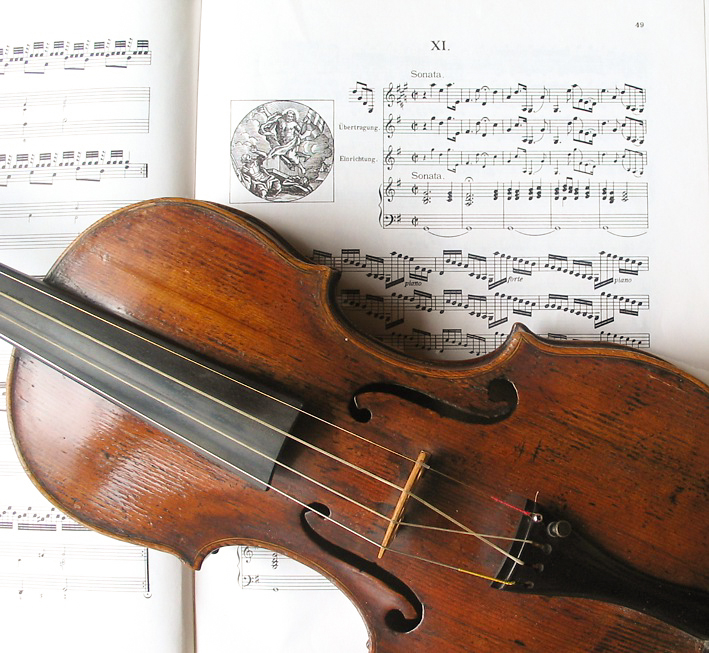
Für die Sonate XI eingerichtete Violine

Der sakrale Charakter der Musikstücke, wie er im Widmungsblatt betont wird, ist nicht unmittelbar zu erkennen: Es sind Tanzsätze wie Allemande, Sarabande, Courante, Gigue sowie Einleitungssätze improvisatorischen Charakters, als Praeludium oder Sonata bezeichnet, und Variationssätze. Damit unterscheiden sie sich vom Aufbau her nicht grundsätzlich von den acht Violinsonaten C 138 bis C 145, die Biber 1681 veröffentlichte. Die Frage, ob und wie weit den einzelnen Stücken ein programmatischer Charakter zukommt, ist Gegenstand intensiver Diskussionen. Lediglich der Mittelsatz von Sonate XI Auferstehung nimmt als kanonische Bearbeitung des mittelalterlichen Surrexit Christus hodie ausdrücklich Bezug auf das betreffende Rosenkranzgeheimnis.

## Skordatur

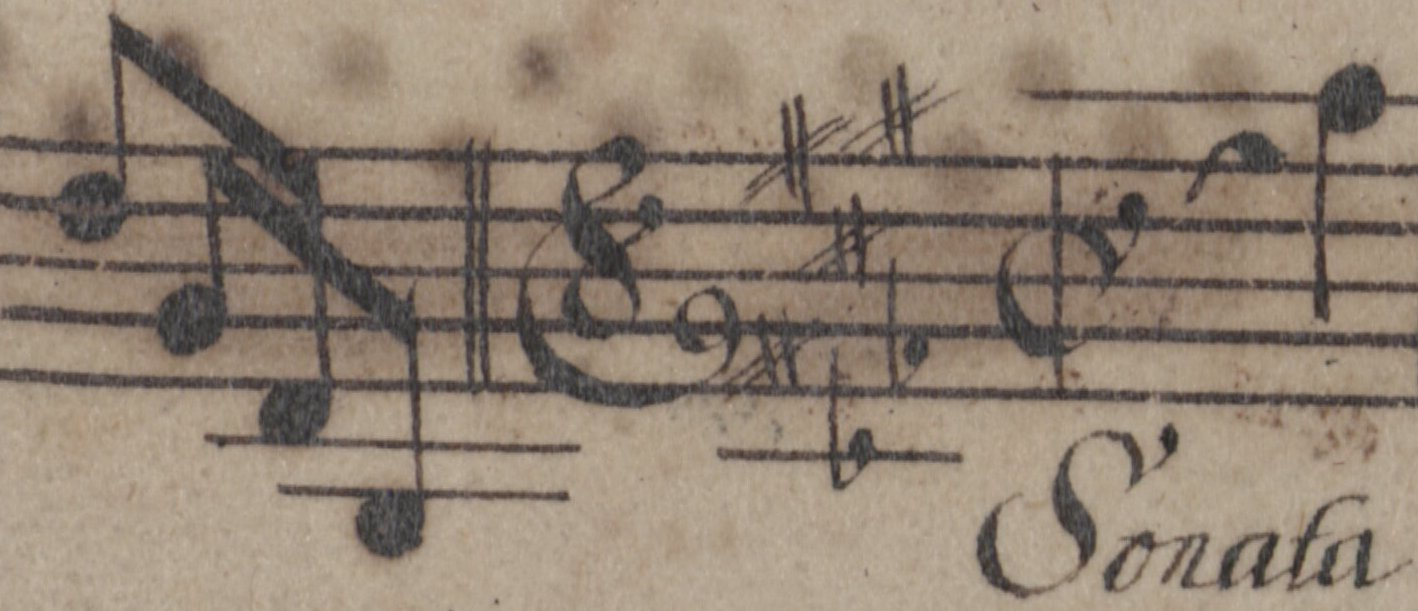
Angabe im Manuskript zur Skordatur der Sonate XI

Die Skordatur, d. h. eine von der üblichen abweichende Stimmung der Saiten, wird im Barock für die Violine und andere Saiteninstrumente des Öfteren eingesetzt, um besondere Klangeffekte zu erzielen, nirgends jedoch so intensiv wie in den Rosenkranz-Sonaten: Bis auf die erste und letzte sind alle Sonaten auf skordierter Violine zu spielen, wie Biber bereits in der Widmung betont: „[…] quindecim vicibus discordatam“ (auf fünfzehn Arten verstimmt). Elisabeth Lesser nannte Biber deshalb den „König der Scordatura“. In der 11. Sonate werden die beiden mittleren Saiten im Wirbelkasten und zwischen Steg und Saitenhalter vertauscht, so dass ein Kreuz sichtbar wird.
Die einzelnen Stimmungen sind aus der folgenden Abbildung ersichtlich.

## Übersicht der einzelnen Sonaten
Die Sonaten werden in drei Fünfergruppen geteilt: der freudenreiche, der schmerzensreiche und der glorreiche Rosenkranz; dazu kommt Sonate XVI, die thematisch nicht zum Rosenkranz gehört. Die Schreibweise der Satzbezeichnungen folgt dem Originalmanuskript, Abkürzungen sind in Klammern ausgeschrieben.
| Nr.                                 | Medaillon | Rosenkranz-Geheimnis         | Tonart | Skordatur                       | Satzfolge                                                         |
| ----------------------------------- | --------- | ---------------------------- | ------ | ------------------------------- | ----------------------------------------------------------------- |
| I. Der freudenreiche Rosenkranz     |           |                              |        |                                 |                                                                   |
| I. C 90                             |           | Verkündigung                 | d-Moll | Normalstimmung g – d′ – a′ – e″ | Praeludium – Variatio – Aria allegro – Variatio – Adagio – Finale |
| II. C 91                            |           | Heimsuchung                  | A-Dur  | a – e′ – a′ – e″                | Sonata – Presto – Allaman(da) – Presto                            |
| III. C 92                           |           | Christi Geburt               | h-Moll | h – fis′ – h′ – d″              | Sonata – Presto – Adagio – Courente – Double – Adagio             |
| IV. C 93                            |           | Darstellung im Tempel        | d-Moll | a – d′ – a′ – d″                | Ciacona – Adagio piano – Presto – Adagio                          |
| V. C 94                             |           | Auffindung im Tempel         | A-Dur  | a – e′ – a′ – cis″              | Praeludium – Presto – Allaman(da) – Guigue – Saraban(da) – Double |
| II. Der schmerzensreiche Rosenkranz |           |                              |        |                                 |                                                                   |
| VI. C 95                            |           | Christus am Ölberg           | c-Moll | as – es′ – g′ – d″              | Lamento – Adagio – Presto – Adagio – Adagio – Adagio              |
| VII. C 96                           |           | Geißelung Jesu               | F-Dur  | c′ – f′ – a′ – c″               | Allamanda – Variatio – Sarab(anda) – Variatio                     |
| VIII. C 97                          |           | Dornenkrönung                | B-Dur  | d′ – f′ – b′ – d″               | Sonata. Adagio – Presto – Guigue – Double. Presto – Double 2      |
| IX. C 98                            |           | Kreuztragung                 | a-Moll | c′ – e′ – a′ – e″               | Sonata – Courente – Double – Finale                               |
| X. C 99                             |           | Kreuzigung                   | g-Moll | g – d′ – a′ – d″                | Praeludium – Aria – Variatio – Adagio                             |
| III. Der glorreiche Rosenkranz      |           |                              |        |                                 |                                                                   |
| XI. C 100                           |           | Auferstehung                 | G-Dur  | g – g′ – d′ – d″                | Sonata – Surexit Christus hodie – Adagio                          |
| XII. C 101                          |           | Christi Himmelfahrt          | C-Dur  | c′ – e′ – g′ – c″               | Intrada – Aria Tubicinum – Allamanda – Courente – Double          |
| XIII. C 102                         |           | Pfingstwunder                | d-Moll | a – e′ – cis″ – e″              | Sonata – Gavott – Guigue – Sarabanda                              |
| XIV. C 103                          |           | Mariä Aufnahme in den Himmel | D-Dur  | a – e′ – a′ – d″                | [ohne Bezeichnung] – Grave – Adagio – Aria – Aria – Guigue        |
| XV. C 104                           |           | Marienkrönung                | C-Dur  | g – c′ – g′ – d″                | Sonata – Aria – Canzon – Sarabanda                                |
| Passacaglia                         |           |                              |        |                                 |                                                                   |
| XVI. C 105                          |           | (Schutzengel)                | g-Moll | Normalstimmung g – d′ – a′ – e″ | Passagalia – Adagio – Allegro – Adagio                            |

## Ausgaben und Faksimiles der Handschrift
- Erwin Luntz (Hrsg.): Heinrich Franz Biber, Violinsonaten II: Sechzehn Violinsonaten mit ausgeführter Klavierbegleitung (= Denkmäler der Tonkunst in Österreich. Band 25). Wien 1905. Nachdruck: Graz 1959.
- Robert Reitz (Hrsg.): Fünfzehn Mysterien für Violine und Klavier nach Kupferstichen biblischer Historien von Henr. Ignat. Franciscus Biber (1644–1704). Für den Konzertgebrauch neu bearbeitet von Robert Reitz. Universal-Edition Wien 1923. Teil I (Nr. 1–8): UE 7283, Teil II (Nr. 9–15): UE 7284.
- Dagmar Glüxam (Hrsg.): Rosenkranz- oder Mysterien-Sonaten. Heinrich Ignaz Franz Biber. Veröffentl. von Dagmar Glüxam. Generalbass von Ingomar Rainer (= Denkmäler der Tonkunst in Österreich, Band 153). Graz 2003.
- Ernst Kubitschek (Hrsg.): Heinrich Ignaz Franz Biber: Mysterien-Sonaten : (Rosenkranz-Sonaten), Bayerische Staatsbibliothek München, Mus. Ms. 4123 (= Denkmäler der Musik in Salzburg. Bd. 1). Strube, München 1990, ISBN 978-3-88800-008-9.
- Manfred Hermann Schmid (Hrsg.): Heinrich Ignaz Franz Biber: Rosenkranz-Sonaten. Faksimile der Handschr. Bayer. Staatsbibliothek (= Denkmäler der Musik in Salzburg, Bd. 14). Strube, München 2008.